# Yassir
Yassir es una empresa de transporte privado argelina creada en 2017 en Argel por Noureddine Tayebi. Ofrece servicios de VTC, repartos y servicios financieros a través de una aplicación móvil disponible en plataformas IOS y Android. Yassir es una de las primeras empresas que ofrece servicios de transporte bajo demanda en Argelia.

## Historia
Yassir fue creada en 2017 en Argel  por el empresario Noureddine Tayebi.
En 2022, Yassir recauda 150 millones de euros para su ampliación. La inversión fue liderada por empresas dedicadas al capital riesgo: Bond, DN Capital, Dorsal Capital, Quiet Capital y Stanford Alumni Ventures.
El 11 de agosto de 2023, Yassir se convirtió en patrocinador del club de fútbol Paris-Saint-Germain, tras un acuerdo con valor de 5 millones de euros entre la empresa y el equipo de fútbol.
El 11 de julio de 2023, la empresa fue galardonada con el premio al mejor exportador de servicios otorgado por el presidente Abdelmajid Tebboune durante la 1.ª edición de la Medalla de Honor a la Exportación.
El 12 de septiembre de 2023, el tribunal comercial de París dio luz verde a la oferta pública de adquisición de Yassir para la adquisición de la filial francesa de Flink, una plataforma de quick commerce alemana. El importe desembolsado asciendió a 500.000 euros, comprometiéndose Noureddine Tayebi a invertir 5 millones de euros para refinanciar Flink France y preservar así el 56% de los 270 puestos de trabajo de la empresa.

## Expansión
En 2023, la aplicación estaba presente en nueve países (Argelia, Alemania, Canadá, Costa de Marfil, Francia, Marruecos, Senegal, Túnez  y Sudáfrica) y 50 ciudades, donde cuenta con más de 8 millones de usuarios.